# Latyczów
Latyczów is een plaats in het Poolse district  Krasnostawski, woiwodschap Lublin. De plaats maakt deel uit van de gemeente Krasnystaw en telt 520 inwoners.